# Luovajärvi (sjö i Finland)
Luovajärvi är en sjö i Finland. Den ligger i kommunen Enontekis i landskapet Lappland, i den norra delen av landet, 900 km norr om huvudstaden Helsingfors. Luovajärvi ligger 358,8 meter över havet. Omgivningarna runt Luovajärvi är i huvudsak ett öppet busklandskap. Arean är 23,4 hektar och strandlinjen är 2,08 kilometer lång. Sjön  ingår i Torne älvs huvudavrinningsområde. 